# Lupstein
Lupstein ist eine französische Gemeinde mit 820 Einwohnern (Stand 1. Januar 2021) im Département Bas-Rhin in der Region Grand Est (bis 2015 Elsass).

## Geografie
Lupstein liegt neun Kilometer südöstlich von Saverne und 26 Kilometer nordwestlich von Straßburg. Die Zorn, die Mossel und der Canal de la Marne au Rhin verlaufen auf dem Gemeindegebiet, westlich und nördlich des Ortskerns.

## Geschichte

### Urgeschichte
Bei Ausgrabungen auf dem Gemeindegebiet wurden Scherben von Tongefäßen aus der Hallstattzeit und gallo-römische Spuren einer Villa rustica gefunden. Die Villa ist im 5. Jahrhundert abgebrannt. Ihre Überreste wurden 1911 beim Bau der Bürgermeisterei entdeckt. Die Wandmalereien aus der Villa werden heute im Musée archéologique de Strasbourg ausgestellt, das Museum in Saverne besitzt eine Kopie.

### Mittelalter
Die älteste erhaltene Erwähnung von Lupstein stammt von 739.
Bei den beiden Teilungen der Herrschaft Lichtenberg, die um 1330 und im Jahr 1335 stattfanden, wird Lupstein als Teil der Büttelei Littenheim und Bestandteil der Herrschaft Lichtenberg genannt. Es wird dabei dem Landesteil der „mittleren Linie“, den Nachkommen Ludwigs III. von Lichtenberg, zugewiesen.

### Neuzeit
1525 wurde der Ort im Deutschen Bauernkrieg (1524–1526) abgebrannt und später wieder aufgebaut.

### Bevölkerungsentwicklung
| Jahr      | 1962 | 1968 | 1975 | 1982 | 1990 | 1999 | 2005 | 2012 | 2014 | 2019 |
| Einwohner | 558  | 558  | 546  | 579  | 693  | 754  | 775  | 814  | 801  | 806  |

## Sehenswürdigkeiten

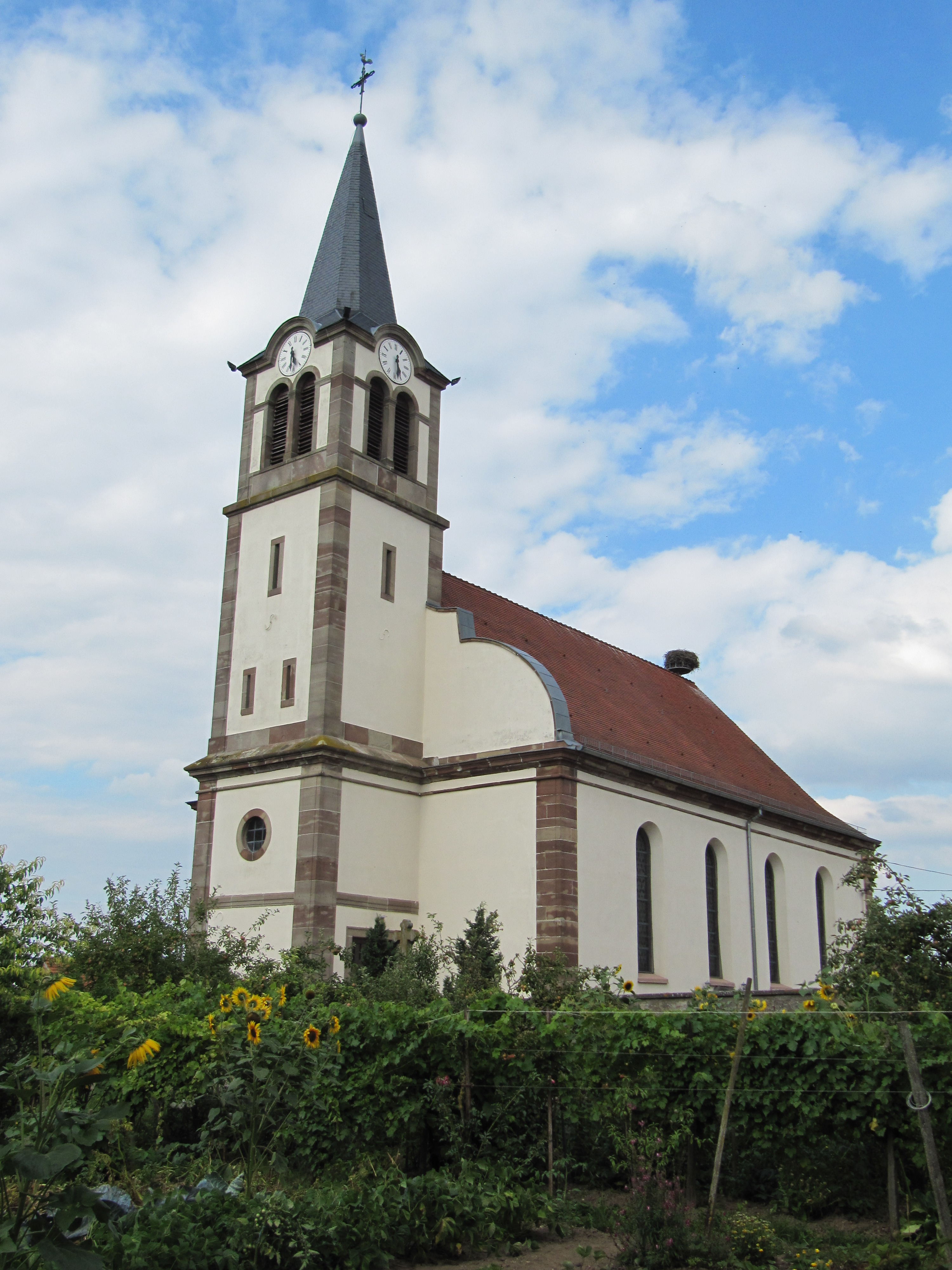
St. Quentin

Ein Beinhaus aus dem Jahre 1503, das von Swen Matheus errichtet wurde, befindet sich auf dem Friedhof an der Kirche Saint-Quentin. Es wurde 1993 in das Zusatzverzeichnis der Monuments historiques eingetragen. Die Kirche Saint-Quentin wurde 1503 umgebaut, wobei der mittelalterliche Turm erhalten blieb. Im 18. Jahrhundert wurde die Kirche jedoch zerstört, um sie 1783 vergrößert wieder aufzubauen. Der Glockenturm wurde 1862 gebaut.
Die vier Dörfer Bappenheim, Wundermutzheim, Schoetelsheim und Betzenheim lagen in der heutigen Gemarkung von Lupstein und fielen im 14. bzw. 15. Jahrhundert wüst. Von Bappenheim blieb nur die Pappelmühle. Für Wundermutzheim ist schon eine Erwähnung aus dem 8. Jahrhundert erhalten. Es wurde zuletzt 1356 erwähnt. Die einzigen baulichen Reste des Dorfes sind ein Brunnen und die Kapelle Sainte-Barbe. Die Kapelle wurde 1862 auf den Fundamenten der alten Kirche von Wundermutzheim errichtet.

## Wirtschaft
Das Bild der Gemeinde wird von Weiden und Äckern geprägt. Wichtige Erwerbszweige in Lupstein sind Futtermittelherstellung, Ackerbau, Weinbau, Obstbau und die Zucht von Hausrindern und Hausschweinen. Es gibt ein Zimmereibetrieb vor Ort, welcher 1918 gegründet wurde.

## Persönlichkeiten
- Alois Kayser (* 1877 in Lupstein; † 1944) war ein Missionar in Nauru.[5]